# Forciolo
Forciolo est une commune française située dans la circonscription départementale de la Corse-du-Sud et le territoire de la collectivité de  Corse.

## Géographie
Forciolo est un petit village français, situé dans le département de la Corse-du-Sud et la région de Corse. Entouré par les communes de Zigliara, Azilone-Ampaza et Olivese,
la commune s'étend sur 6,9 km2.
Situé à 381 mètre d'altitude, le village de Forciolo a pour coordonnées géorgaphiques 41° 51' 15 nord, 9° 0' 34 est.
Forciolo est une commune du parc naturel régional de Corse.
Forciolo est situé à environ 40 km d'Ajaccio, dans la moyenne vallée du Taravu.
Il s'érige à une altitude d'environ 320 m en moyenne, mais sa situation à l'ubac et loin de la mer, lui confère des hivers froids et des étés parfois étouffants.

## Urbanisme

### Typologie
Au 1er janvier 2024, Forciolo est catégorisée commune rurale à habitat très dispersé, selon la nouvelle grille communale de densité à sept niveaux définie par l'Insee en 2022.
Elle est située hors unité urbaine. Par ailleurs la commune fait partie de l'aire d'attraction d'Ajaccio, dont elle est une commune de la couronne,. Cette aire, qui regroupe 79 communes, est catégorisée dans les aires de 50 000 à moins de 200 000 habitants,.

### Occupation des sols
L'occupation des sols de la commune, telle qu'elle ressort de la base de données européenne d’occupation biophysique des sols Corine Land Cover (CLC), est marquée par l'importance des forêts et milieux semi-naturels (76,4 % en 2018), néanmoins en diminution par rapport à 1990 (83,4 %). La répartition détaillée en 2018 est la suivante : 
forêts (65,2 %), zones agricoles hétérogènes (23,6 %), milieux à végétation arbustive et/ou herbacée (11,2 %). L'évolution de l’occupation des sols de la commune et de ses infrastructures peut être observée sur les différentes représentations cartographiques du territoire : la carte de Cassini (XVIIIe siècle), la carte d'état-major (1820-1866) et les cartes ou photos aériennes de l'IGN pour la période actuelle (1950 à aujourd'hui).

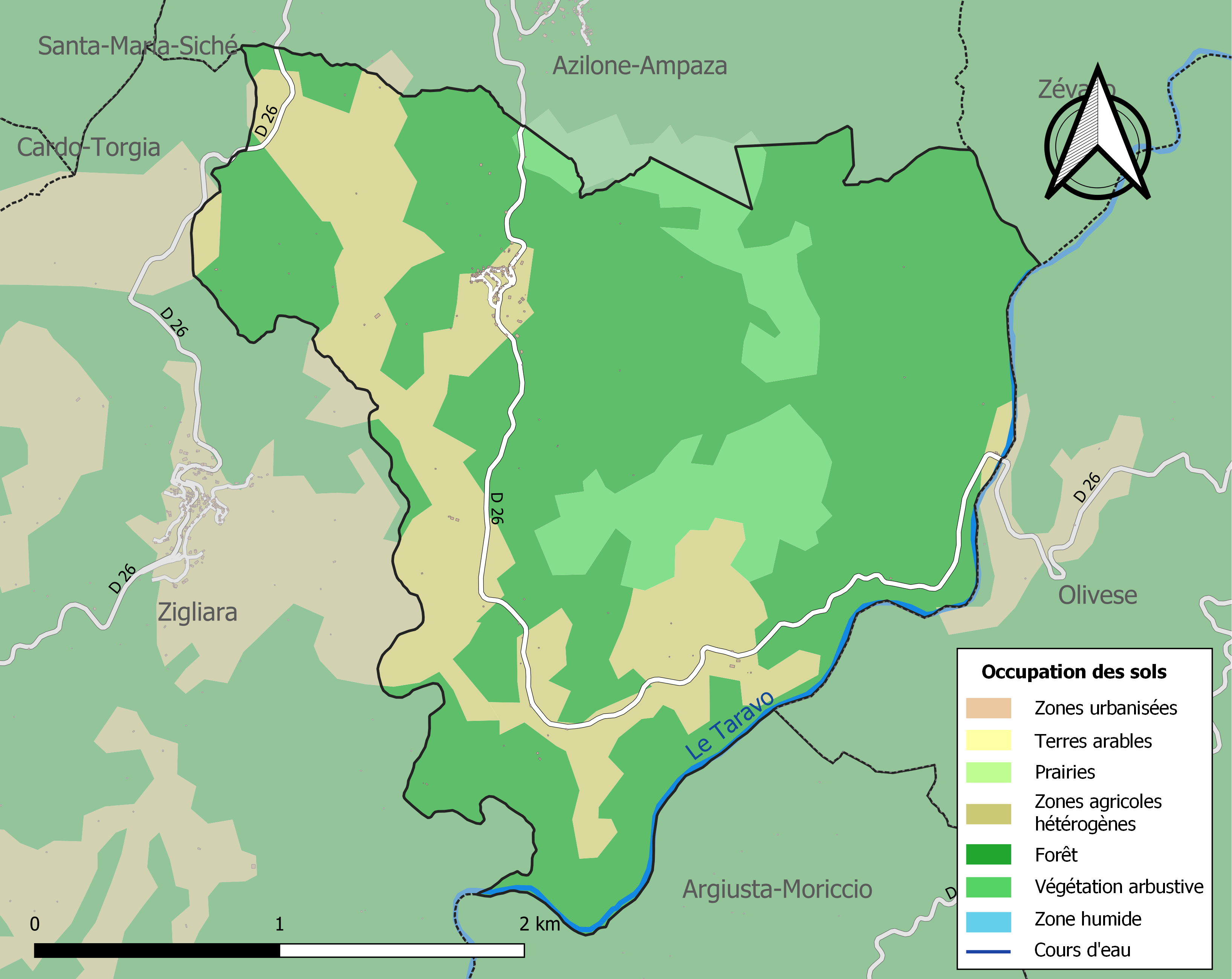
Carte des infrastructures et de l'occupation des sols de la commune en 2018 (CLC).

## Histoire
On y trouve une des plus vieilles maisons de Corse.
Forciolo fait partie des 17 communes qui constituent, depuis 1828, le canton de Santa-Maria-Sichè, autrefois appelé canton d'Ornano.
Forciolo a été érigé en paroisse au début du XVIIe siècle.
Au Moyen Âge, le village était sous l'autorité des seigneurs de Bozzi, et son ancienneté est établie par Monseigneur Giustiniani, évêque du Nebbiu, en 1531, ainsi que par les dates inscrites dans les cartouches gravés sur les linteaux des vieilles bâtisses.
L'habitat s'est d'abord développé autour des maisons des notables, puis principalement le long de la route. Le village comporte six quartiers : u Poghjiu Supranu, u Maternatu, a Piazzola, u Marianu, u Fundu Suttanu et u Culiciolu, quartier plus récent (XIXe siècle).
L'église paroissiale actuelle, Saint-Pierre de Furciolu, a été établie sur les bases d'une très ancienne chapelle dédiée à sainte Marie, dont la construction remonte au Moyen Âge. Elle est, en effet, citée dans un rapport de visite apostolique attribué à monseigneur Mascardi daté de 1587. L'église paroissiale était alors Saint-Pierre du Panicali, dont il ne subsiste aujourd'hui que quelques ruines.
À l'origine, la chapelle Sainte-Marie est un édifice modeste, formé d'un seul corps dépourvu de fenêtres et de clocher. Elle comporte un maître-autel flanqué de deux petits autels latéraux dédiés à saint Barthélemy et saint Roch. C'est au début du XVIIe siècle qu'elle devient église paroissiale Saint-Pierre, ce qui a pour conséquence l'abandon progressif de l'ancienne église piévane. La chapelle élevée au rang d'église paroissiale est alors l'objet de travaux importants : une chapelle latérale dédiée au Rosaire est construite, puis, de manière à donner à l'édifice un plan en forme de croix latine, une autre chapelle, dédiée à saint Roch est élevée au cours du XVIIe siècle. Mais au XIXe siècle, l'édifice est en mauvais état et en 1872 un important chantier de restauration est confié au maestru di muraglia (maître-maçon) Paoli Antoine, financé par le ministère des Cultes. Ce chantier sera achevé en 1878. À la fin du XIXe siècle sera érigé le clocher, en pierre de taille, doté de trois cloches. Au XXe siècle, et particulièrement dans sa deuxième moitié, l'église sera l'objet de nombreux travaux d'entretien et de rénovation (réfection de la toiture, peintures, vitraux, chauffage, remplacement du mobilier, enlèvement du crépi, etc.), certains nécessitant la souscription des paroissiens.
L'église paroissiale Saint-Pierre possède un patrimoine de quelques pièces remarquables, dont un grand nombre sont encore utilisées lors des cérémonies religieuses : un calice d'orfèvrerie de belle facture, datant du milieu du XIXe siècle ; deux tableaux d'autel, peintures d'auteurs inconnus et datées approximativement du XVIIe siècle ; des tentures d'église représentant la passion et la résurrection du Christ ; deux chasubles brodées, l'une rouge, l'autre noire, et datant du XIXe siècle ; la statue de saint Roch, statue de procession polychrome, datant de la fin du XIXe siècle, fabriquée par le facteur de statues Louis Michel ; une chaire à prêcher en bois datant probablement de la fin du XVIIe siècle, et dont on retrouve un modèle analogue dans l'église d'Aullene.

## Politique et administration
| Période                                  | Période  | Identité          | Étiquette | Qualité |
| ---------------------------------------- | -------- | ----------------- | --------- | ------- |
| 2001                                     | En cours | Jean-Pierre Bozzi | UMP-LR    | Employé |
| Les données manquantes sont à compléter. |          |                   |           |         |

## Démographie
L'évolution du nombre d'habitants est connue à travers les recensements de la population effectués dans la commune depuis 1800. Pour les communes de moins de 10 000 habitants, une enquête de recensement portant sur toute la population est réalisée tous les cinq ans, les populations de référence des années intermédiaires étant quant à elles estimées par interpolation ou extrapolation. Pour la commune, le premier recensement exhaustif entrant dans le cadre du nouveau dispositif a été réalisé en 2007.

En 2022, la commune comptait 90 habitants, en évolution de +18,42 % par rapport à 2016 (Corse-du-Sud : +7,61 %, France hors Mayotte : +2,11 %).
| 1800 | 1806 | 1821 | 1831 | 1836 | 1841 | 1846 | 1851 | 1856 |
| ---- | ---- | ---- | ---- | ---- | ---- | ---- | ---- | ---- |
| 276  | 220  | 274  | 237  | 264  | 260  | 269  | 285  | 285  |

| 1861 | 1866 | 1872 | 1876 | 1881 | 1886 | 1891 | 1896 | 1901 |
| ---- | ---- | ---- | ---- | ---- | ---- | ---- | ---- | ---- |
| 387  | 328  | 324  | 317  | 303  | 424  | 395  | 376  | 301  |

| 1906 | 1911 | 1921 | 1926 | 1931 | 1936 | 1946 | 1954 | 1962 |
| ---- | ---- | ---- | ---- | ---- | ---- | ---- | ---- | ---- |
| 356  | 363  | 387  | 402  | 305  | 380  | 186  | 134  | 140  |

| 1968 | 1975 | 1982 | 1990 | 1999 | 2006 | 2007 | 2012 | 2017 |
| ---- | ---- | ---- | ---- | ---- | ---- | ---- | ---- | ---- |
| 132  | 106  | 75   | 56   | 69   | 75   | 76   | 66   | 81   |

| 2022 | - | - | - | - | - | - | - | - |
| ---- | - | - | - | - | - | - | - | - |
| 90   | - | - | - | - | - | - | - | - |

La commune s'étend sur 6,9 km2 et compte 76 habitants depuis le dernier recensement de la population datant de 2007. Avec une densité de 11,0 habitants par km2, Forciolo a connu une nette hausse de 10,1 % de sa population par rapport à 1999.

## Lieux et monuments
- U Palazzu

Vieille maison forte (elle possède un machicoulis qui en défendait l'accès aux assaillants), elle fut celle des seigneurs de l'endroit. Auprès d'elle se regroupèrent les belles batisses du Poghiu Supranu.
- La vieille chapelle pièvane San Petru : San Petru di u Panicali.

Vieille église romane. L'édifice a été inscrit au titre des monuments historique en 2009.
L'église rassemblait pour ses cérémonies un grand nombre de fidèles venus des différents villages avoisinants et qui constituaient une entité administrative appelée piève.
Plus tard, chaque village fut désireux d'avoir son propre lieu de culte et édifia, selon les moyens de ses paroissiens, des églises particulières. Les vieilles églises pièvanes tombèrent alors lentement en ruine.
- Église Saint-Pierre de Forciolo. Elle est inscrite à l'Inventaire général du patrimoine culturel[12].
- La confrérie

La confrérie Santa Croce di U FURCIOLU a été recréée récemment à l'initiative d'une paroissienne par ailleurs beaucoup impliquée dans les activités culturelles de la commune.
À l'origine, les confréries étaient des communautés de citoyens désireux de venir en aide à leurs voisins moins favorisés. Elles pratiquaient la charité chrétienne, et étaient particulièrement actives lors des enterrements de miséreux et des grandes fêtes de la chrétienté.
Le renouveau de la confrérie Santa Croce di u Furciolu a permis de retrouver des chants et des pratiques religieuses tombées dans l'oubli. C'est donc un véritable retour aux racines culturelles et chrétiennes de nos pères qui a été effectué.
Actuellement, la confrérie participe activement aux manifestations liturgiques dans son village et ailleurs. En effet, il existe des liens très étroits entre les diverses confréries de l'île.
De nos jours, la crise de la vocation entrainant une diminution considérable du nombre des prêtres, la confrérie Santa Croce di u Furciolu est devenue celle de tout le Panicali et elle se déplace dans les villages d'Azilonu et de Zigliara le soir du Vendredi Saint pour célébrer dans chaque église la descente au tombeau du Rédempteur.